# Comté d'Emerald
Le comté d'Emerald était une zone d'administration locale dans l'est du Queensland en Australie.
Le comté comprenait les villes de :
- Emerald ;
- Boguntugan ;
- Comet ;
- Fernlees ;
- Gindy ;
- Witherfields ;
- Yamala.

Il a fusionné avec les comtés de Bauhinia, de Duaringa et de Peak Downs pour former la région des Central Highlands en mars 2008.